# Vassouras
Pour les articles homonymes, voir Vassouras (homonymie).
Vassouras est une municipalité brésilienne de l'État de Rio de Janeiro et la microrégion de Vassouras,.